# Sergey Lagodinsky

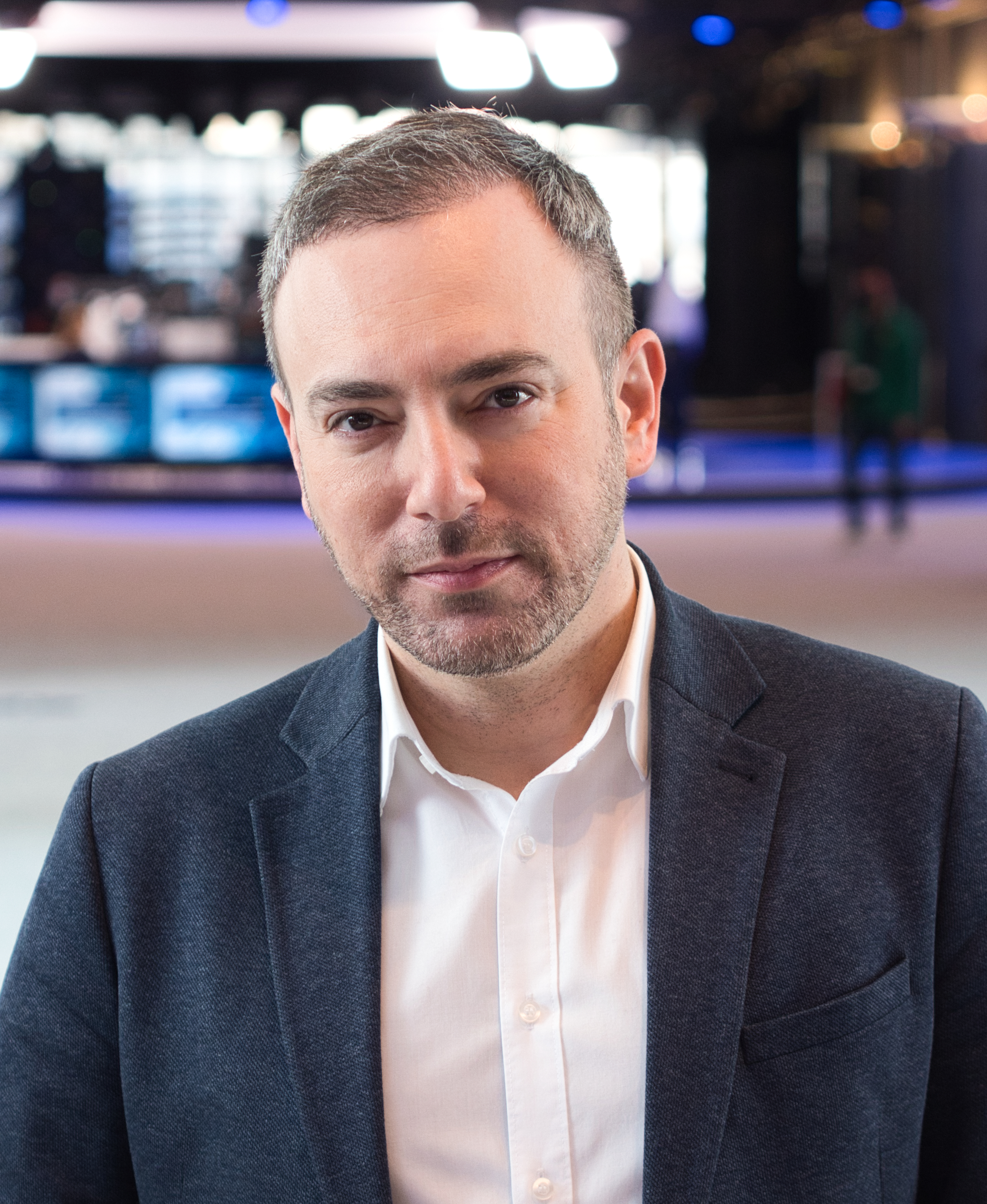
Sergey Lagodinsky im Europäischen Parlament in Brüssel (2021)

Sergey Lagodinsky (russisch Сергей Лагодинский / wiss. Transliteration: Sergej Lagodinskij; * 1. Dezember 1975 in Astrachan, Russische SFSR, Sowjetunion) ist ein deutscher Rechtsanwalt, Publizist und Politiker (Bündnis 90/Die Grünen). Seit der Europawahl 2019 ist er Mitglied des Europäischen Parlaments als Teil der Fraktion Die Grünen/EFA.

## Leben
Lagodinskys Familie zog mit ihm Ende 1993 als jüdischer Kontingentflüchtlinge nach Deutschland, wo sie sich in Kassel niederließen. Lagodinsky studierte Rechtswissenschaften an der Universität Göttingen sowie Public Administration an der Harvard University. Er promovierte im Bereich Rechtswissenschaft an der Humboldt-Universität zu Berlin und war Fellow am Global Public Policy Institute und bei der Stiftung Neue Verantwortung. 2010 war er mit Persönlichkeiten wie Alexei Nawalny Greenberg World Fellow der Yale University.
Publizistisch arbeitet er für mehrere Zeitungen und Rundfunkanstalten wie Deutschlandradio Kultur, Deutschlandfunk und Deutsche Welle. Ebenso kommentierte er für den BBC World Service sowie RTVi, für Radio Liberty und N24 und veröffentlichte Gastbeiträge unter anderem für den Tagesspiegel, die Süddeutsche Zeitung sowie für Die Welt, die Financial Times Deutschland und das Handelsblatt. Von September 2003 bis Februar 2006 war Lagodinsky Direktor des Berliner Büro des American Jewish Committee. Seit 2008 bis 2012 war Lagodinsky Präsidiumsmitglied der Repräsentantenversammlung der Jüdischen Gemeinde zu Berlin. Seit 2016 ist er Mitglied der Repräsentantenversammlung.

## Politik
Vonn 2001 bis 2011 war Lagodinsky Mitglied der SPD. Er gründete den Arbeitskreis jüdischer Sozialdemokratinnen und Sozialdemokraten und beteiligte sich am Bundesarbeitskreis der Integration und Migration beim Bundesvorstand der SPD. Nach der Einstellung des Parteiordnungsverfahrens gegen Thilo Sarrazin beendete er 2011 seine Parteimitgliedschaft und veröffentlichte einen Offenen Brief an die Generalsekretärin Andrea Nahles, in dem er seinen Austritt mit der Ängstlichkeit und Unentschlossenheit der Partei begründete. Kurze Zeit später trat er Bündnis 90/Die Grünen bei. Ab April 2012 leitete Lagodinsky das Referat Europäische Union / Nordamerika der Heinrich-Böll-Stiftung. Zudem war er weiterhin als Anwalt tätig und unterrichtete Verfassungsrecht und Politik am Bard College Berlin (2017) sowie an der Leuphana-Universität in Lüneburg (2018).
Im November 2018 kandidierte Lagodinsky auf der Bundesdelegiertenkonferenz von Bündnis 90/Die Grünen für die Europawahlliste, die Delegierten wählten ihn auf Platz 12. Seine Partei gewann bei der Europawahl mit 20,5 Prozent der Stimmen 21 der 96 deutschen Mandate, sodass Lagodinsky als Abgeordneter in Europäische Parlament direkt einzog. Er trat der Fraktion Die Grünen/EFA bei. In der 9. Legislatur war er Vorsitzender der Delegation des Europäischen Parlaments des Gemeinsamer Parlamentarischer Ausschuss EU-Türkei, stellvertretendem Vorsitzender des Rechtsausschusses und stellvertretendes Mitglied im Ausschuss für auswärtige Angelegenheiten. Bei der Europawahl 2024 wurde Lagodinsky auf Listenplatz 2 erneut ins Europäische Parlament gewählt.
Seit Beginn der 10. Legislatur ist er Vorsitzender der Parlamentarischen Versammlung EuroNest, Mitglied im Ausschuss für auswärtige Angelegenheiten, sowie im Rechtsausschuss und in der Delegation für die Beziehungen zu Belarus. Sowie stellv Mitglied im Ausschuss für Industrie, Forschung und Energie , Der Delegation für die Beziehungen zu den Vereinigten Staaten sowie und Gemeinsamer Parlamentarischer Ausschuss EU-Türkei. Auch wurde er als stellv. Vorsitz der Fraktion Die Grünen/EFA gewählt.

Europäisches Vereinsrecht und Rechtsstaatlichkeit
Lagodinsky initiierte und verhandelte als Berichterstatter für die Grünen/EFA das „Statut für europäische grenzüberschreitende Vereinigungen und Organisationen ohne Erwerbszweck“, den das Europäische Parlament im Februar 2022 mit überwältigender Mehrheit angenommen hat. Die Initiative greift langjährige Forderungen aus der Zivilgesellschaft auf, EU-weite Maßnahmen zu ihrem Schutz einzuführen. Als Reaktion auf die Entschließung des Parlaments legte die Kommission am 5. September 2023 einen Vorschlag für eine Richtlinie über europäische grenzüberschreitende Vereinigungen vor. Das Europäische Parlament nahm am 13. März 2024 in erster Lesung eine legislative Entschließung zu dem Vorschlag an. (Europäisches Parlament)
Lagodinsky ist zudem ein starker Verfechter der Rechtsstaatlichkeit, kritisierte die anti-demokratischen Praktiken in Ungarn und Polen und unterstützte Maßnahmen zur Durchsetzung von Konditionalitätsmechanismen für EU-Mittel (HBS Brussels). 
Außenpolitik
Lagodinsky setzt sich insbesondere für die pro-demokratische russische und belarussische Opposition ein. So übernahm er am 14. September 2020 die Patenschaft für Maksim Snak, belarussischer Anwalt und politischer Gefangener.[17][18] und forderte immer wieder die Freilassung von Alexei Nawalny und verurteilte die Behandlung Nawalnys durch die russische Regierung. Er forderte immer wieder klare Sanktionen und Maßnahmen gegen Russland, auch mit Blick auf den russischen Angriffskrieg auf die Ukraine ab 2022(Europäisches Parlament). Er war einer der ersten Grünen Politiker in Deutschland, der eine militärische Unterstützung der Ukraine forderten (Deutschlandfunk / FAZ).
Während seiner Amtszeit als Vorsitzender der Delegation des Europäischen Parlaments des Gemeinsamer Parlamentarischer Ausschuss EU-Türkei konnte Lagodinsky gemeinsam mit seinen Kollegen die Zusammenarbeit zwischen dem Europäischen Parlament und der türkischen Delegation wiederbeleben. (Europäisches Parlament) Lagodinksky setzte sich immer wieder für die Belange von politischen Gefangenen ein und nahm unter anderem als Beobachter am Prozess um Osman Kavala teil.
Digitalpolitik:
Als Schattenberichterstatter für den AI Act in dem Ausschuss für bürgerliche Freiheiten (LIBE) spielte Lagodinsky eine Schlüsselrolle bei der Ausgestaltung einer ethischen und nachhaltigen KI-Regulierung, die Grundrechte in den Mittelpunkt stellt und Vertrauen in Innovationen schafft (Grüne/EFA). Außerdem arbeitete Lagodinsky aktiv am Data Governance Act (DGA) mit.

## Publizistische Stellungnahmen und Kontroversen

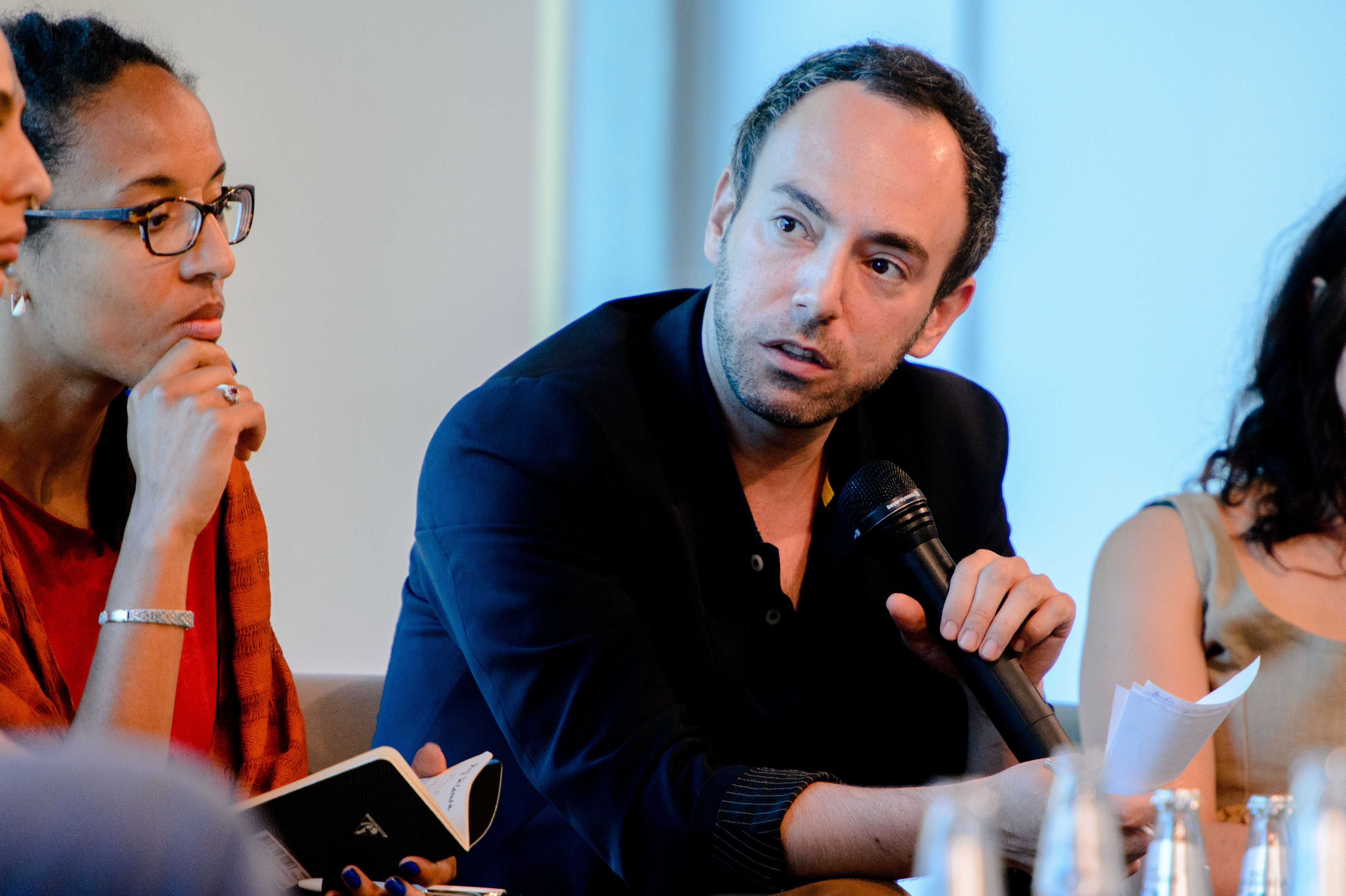
Sergey Lagodinsky (2014)

Lagodinsky beteiligt sich seit Jahren an der Diskussion um Integration von Migranten und schildert dabei auch autobiografische Einsichten zum Thema der Identität als jüdischer Zuwanderer aus der ehemaligen Sowjetunion.
Sergey Lagodinsky stellte sich in der Diskussion um den Bau der Kölner Moschee gegen Ralph Giordano und setzte sich für den Bau repräsentativer muslimischer Gotteshäuser in Deutschland ein. Er kritisierte scharf die Absetzung des Leiters des Zentrums für Türkeistudien Faruk Şen und sprach sich gegen eine Tabuisierung des Vergleichs von türkischen und jüdischen Diskriminierungserfahrungen aus. In der Diskussion um die Vergleichbarkeit von Antisemitismus und Islamophobie vertritt er die Ansicht, dass vergleichende Analysen beider Phänomene von großem Nutzen sein können.
Außenpolitisch hat Lagodinsky u. a. zu den Fragen des deutsch-israelischen Verhältnisses, der transatlantischen Beziehungen und zu EU-Fragen Stellung bezogen. Im Jahre 2009 lieferte er sich eine kontroverse Auseinandersetzung mit Klaus Harpprecht auf den Seiten der Neuen Gesellschaft/Frankfurter Hefte zum Stellenwert der deutsch-israelischen Beziehungen.
Im Jahre 2006 forderte Lagodinsky in der Süddeutschen Zeitung vom Zentralrat der Juden in Deutschland eine institutionelle Anerkennung der kulturellen und religiösen Vielfalt des gegenwärtigen jüdischen Lebens in Deutschland. Nach der Lancierung der Information über Charlotte Knoblochs Rücktritt im Jahr 2010 bezeichnete er die Kampagne innerhalb des Zentralrates der Juden gegen die damalige Präsidentin als „würdelos“.
Im Februar 2011 kam es zu einer offenen Auseinandersetzung zwischen Henryk M. Broder und Lagodinsky bezüglich der Erinnerungsarbeit zum Widerstand in der Rosenstraße. Broder warf Lagodinsky vor, durch seine Zusammenarbeit mit Irene Runge und Mario Offenberg, die Broder als DDR-Kollaborateure und „schäbige Trittbrettfahrer der Geschichte“ bezeichnete, das Ansinnen der Gedenkveranstaltung, Zivilcourage in totalitären Regimen zu ehren, zu konterkarieren. Lagodinsky antwortete, für ihn stehe die Arbeit mit Menschen im Mittelpunkt, auch mit solchen, die in der Vergangenheit Fehler begangen hätten. Auch Lagodinskys Plädoyer für eine Beteiligung Deutschlands an der Durban-Review-Konferenz 2009 in Genf, die von diversen westlichen Staaten boykottiert wurde, führte zu einer weiteren Auseinandersetzung mit Broder.
Lagodinsky warnte 2021 vor der Entwicklung Russlands zum totalitären Staat, darüber hinaus vor russischer Vereinnahmung durch wirtschaftliche Zusammenarbeit und westliche Naivität. In Russland gebe es anstelle eines positiven Gesellschaftsentwurfs nur „ideologischen Angriff“, also ständige „Ablehnung dessen, wofür der Westen steht“.
In einem Interview mit der Frankfurter Allgemeinen Zeitung vom 27. Dezember 2023 vertrat Lagodinsky die Ansicht, dass ein „EU-Nuklearschirm kein Tabu“ mehr sein dürfe und begründete die Notwendigkeit, darüber zumindest nachzudenken und zu debattieren, mit der möglichen Wiederwahl Donald Trumps zum US-Präsidenten und der Eskalationsgefahr, die durch Russland seit dem Angriffskrieg auf die Ukraine bestehe.

## Auszeichnungen
1998 wurde Lagodinsky mit dem Theodor-Fontane-Preis der Studienstiftung des deutschen Volkes „für seinen Einsatz in der deutsch-jüdischen Aussöhnung“ ausgezeichnet.